# Черашу
Черашу (рум. Cerașu) — село у повіті Прахова в Румунії. Входить до складу комуни Черашу.
Село розташоване на відстані 98 км на північ від Бухареста, 42 км на північ від Плоєшті, 49 км на південний схід від Брашова.

## Населення
За даними перепису населення 2002 року у селі проживали 911 осіб, з них 910 осіб (99,9%) румунів. Рідною мовою 910 осіб (99,9%) назвали румунську.